# 希臘和丹麥的狄奧多拉公主 (1983年)
希臘和丹麥的狄奧多拉公主（1983年6月9日—）是希臘末代国王康斯坦丁二世和王后的幼女。雖然她出生于希臘廢除王政十年之後，她亦擁有丹麥公主的身分。作為英國阿瑟王子的後代，她亦是英國王位的其中一位繼承人。公主在美國布朗大學以「Theodora Greece」的名字就讀並在2006年獲得文學士學位，目前亦使用「Theodora Greece」為藝名作為美國的電視劇演員。

## 生平
西奧多拉於1983年6月9日出生在倫敦的聖瑪麗醫院，她是被廢黜的希臘國王康斯坦丁二世和丹麥公主安妮-瑪麗的五個孩子中的小女兒和第四個孩子。 她在她的直系兄長出生14年後出生，在她的長系兄妹出生18年後出生。她有一個弟弟，比她小三歲。
1994年至2001年期间，西奥多拉在位于英国萨里郡的全女子寄宿学校--沃丁汉姆学校上学。在澳大利亚爱丽斯泉的圣菲利普学院度过了一个空档期后，西奥多拉以西奥多拉-希腊的名字进入布朗大学学习，在那里她于2006年5月28日获得了戏剧艺术学士学位，此前她还在波士顿的东北大学学习。随后，她在中央圣马丁艺术与设计学院进行了研究生学习。
2010年4月，西奥多拉搬到洛杉矶，从事演艺事业，以西奥多拉-希腊的名字出现在配角中。
2011年12月5日，她在长篇肥皂剧《勇敢与美丽》中饰演秘书艾莉森-蒙哥马利，这是她的电视首秀。
2018年11月16日宣布，西奧多拉公主與洛杉磯的律師馬修-庫馬爾訂婚。他是薩姆和隆尼.庫馬爾的兒子。
婚禮原定於2020年5月在斯佩塞斯舉行，但由于冠狀病毒大流行而被推遲了。最新消息，婚礼将于2024年9月28日在雅典举行。

## 电影作品
The Lightkeepers (2009)
De vilde svaner (2009)
Sroloc (2010)
The Bold and the Beautiful (2011–2018)
Nevan Saunders' Quest for Fame: A Documentary by Kip Griffen (2011)
Shang (2013)
June (2014)
June (2015)
Little Boy (2015)
Blind Follow (2016)
The Assistant (2016)
Respect Greece (2017)
Gates of Hades (2017)
Static [short] (2018)